# Jardim das Perdizes
O Jardim das Perdizes é um bairro planejado localizado na Barra Funda, Zona Oeste da cidade de São Paulo, próximo aos bairros de Perdizes e Pompeia. 

## História
Inaugurado em 2013, o empreendimento ocupa um terreno de 250 mil m², dos quais 50 mil m² são destinados a uma área verde integrada por um parque público central e três praças. O projeto foi desenvolvido pela Windsor Investimentos Imobiliários e outros parceiros, sendo reconhecido por sua grandiosidade e qualidade, além de possuir o Certificado AQUA – Bairros e Loteamentos, concedido pela Fundação Vanzolini, que garante práticas sustentáveis e qualidade de vida aos seus moradores.
O bairro foi projetado para atender às necessidades dos usuários finais, unindo infraestrutura moderna, segurança, bem-estar e consumo racional de recursos. Entre os destaques, estão a construção de 28 torres, sendo 25 residenciais, uma comercial com salas, uma corporativa, além de um hotel e um strip mall com mix de lojas de serviços e produtos. O projeto também incluiu a abertura de nove novas ruas e tubulações subterrâneas, que atendem às redes de iluminação pública, sistema de vigilância e serviços como telefonia, energia elétrica e TV a cabo. 
O parque público central foi desenvolvido com soluções sustentáveis, como o uso de piso drenante, que permite a absorção das águas pluviais, e áreas destinadas a pets, com equipamentos projetados à sua altura. No local, destacam-se obras da renomada artista plástica Tomie Ohtake (1913-2015). O bairro também dispõe de ciclovias em asfalto drenante, playgrounds, aparelhos de ginástica e pisos podotáteis para deficientes visuais. O sistema de iluminação utiliza lâmpadas LED e as ruas internas possuem calçadas amplas com rampas de acessibilidade. O sistema de drenagem foi projetado para evitar escoamento direto para córregos, prevenindo inundações.
A vegetação do bairro-planejado é composta por uma variedade de espécies, como carambola (Averrhoa carambola), jaboticabeira (Plinia cauliflora), Pau-brasil (Paubrasilia echinata) e Pinheiro-do-paraná (Araucaria angustifolia), estas últimas ameaçadas de extinção. Um inventário de flora realizado em 2021 registrou 43 espécies vasculares plantadas no local. 

## Críticas
Apesar de todas essas características positivas, o bairro recebe críticas por sua falta de integração com o entorno urbano. As torres residenciais e comerciais, mesmo sendo parte de um único empreendimento, são isoladas por muros altos e têm pouca ou nenhuma interação com a cidade ao redor. Esse modelo, muitas vezes comparado ao urbanismo de Dubai, é criticado por especialistas em arquitetura e urbanismo por promover uma forma de exclusão social e espacial, criando uma "bolha" desconectada do restante da cidade. As ruas internas, batizadas com nomes de personalidades como Paul Klee e Pablo Picasso, não se conectam de maneira orgânica com as vias externas, reforçando o isolamento do bairro. Além disso, a maior parte dos prédios é voltada para dentro, para o parque central, enquanto suas fachadas externas dão as costas para São Paulo, transformando a vizinhança em um "paredão branco" para pedestres (Lores, 2024).
Uma crítica adicional refere-se ao parque público do empreendimento, que, embora seja um espaço com potencial para integração, muitas vezes é percebido como um "quintal privado" dos moradores. O parque é cercado por proibições que inviabilizam o uso pleno por visitantes de fora, como a ausência de lanchonetes acessíveis, a proibição de ambulantes e banheiros públicos fechados. Tal configuração limita o papel do parque como um espaço verdadeiramente público e reforça a percepção de um bairro exclusivo e segregado (Lores, 2024).